# 案納正美
案納正美（日语：／ Annō Masami），日本男性動畫演出家、動畫導演。作為導演的代表作有《真知子老師》、《中華一番！》、《章魚燒小超人》等。

## 來歷
案納正美在擔任龍之子製作公司、葦Production的演出後，1979年5月與布川郁司、鳥海永行一起創立了Pierrot（當時的Studio Pierrot）。Pierrot成立之後，他曾擔任《星槍士俾斯麥》、《忍者戰士飛影》等早期Pierrot作品的總導演。2003年執導《良寬先生》後，他主要負責《BLEACH》的分鏡工作。2013年3月底，他離開Pierrot並退休。

## 人物
他表示很想看到同事押井守在電視系列《時間飛船系列》和《福星小子》中展現出獨特的幽默感。

## 參加作品

### 電視動畫
1969年
- 紅三四郎（日语：紅三四郎）（演出）
- 噴嚏大魔王（—1970年，演出）

1970年
- 土包子大將（日语：いなかっぺ大将）（—1972年，演出）

1972年
- 科學小飛俠（—1974年，演出）

1974年
- 破裏拳旋風俠（日语：破裏拳ポリマー）（演出）
- 瓢蟲之歌（—1976年，演出）

1975年
- 時間飛船（—1976年，演出）

1976年
- 布洛卡軍團IV 無敵飛天俠（—1977年，總導演）

1977年
- 棒球少年貫太（日语：一発貫太くん）（—1978年，演出）※八尋旭名義。
- 小雙俠 (1977年版)（—1979年，演出）※八尋旭名義。
- 超合體魔術機器人 銀凱薩（總導演）
- 漫畫日本繪卷（日语：まんが日本絵巻）（—1978年，分鏡）※八尋旭名義。
- 無敵超人桑波特3（—1978年，分鏡）※八尋旭名義。
- 女王陛下的小天使小偵探（日语：女王陛下のプティアンジェ）（—1978年，分鏡、演出）※擔任分鏡以八尋旭名義。

1978年
- 科學小飛俠II（—1979年，演出）※第36話以八尋旭名義。
- 太空西遊記（—1979年，演出）
- 宇宙魔神大劍王（—1979年，總導演）※八尋旭名義。
- 野球狂之詩（日语：野球狂の詩）（分鏡）※八尋旭名義。

1979年
- Z超人（日语：ゼンダマン）（—1980年，演出）※部分集數以八尋旭名義。
- 人造人009 (1979年版)（—1980年，分鏡）※八尋旭名義。

1980年
- 尼爾斯的不可思議之旅（—1981年，演出）

1981年
- 靈犬雪麗（—1982年，分鏡）※八尋旭名義。
- 你好！珊蒂貝爾（日语：ハロー!サンディベル）（—1982年，演出）
- 真知子老師（—1983年，首席導演）

1983年
- 特裝機兵多爾巴克（總導演）
- 湯匙伯母歷險記（—1984年，分鏡）
- 機甲艦隊Dairugger XV（—1984年，分鏡）※八尋旭名義。
- 魔法小天使（—1984年，分鏡）
- 奈奈子SOS（日语：ななこSOS）（分鏡）

1984年
- 魔法妖精貝露莎（—1985年，分鏡）
- （首席導演[注 1]）
- 星槍士俾斯麥（—1985年，總導演）

1985年
- 忍者戰士飛影（總導演）

1986年
- 甜蜜公主（總導演）

1987年
- 狗仔爺爺 (1987年版)（日语：のらくろクン）（總導演）

1989年
- 守護神哈特（日语：まじかるハット）（—1990年，分鏡）※八尋旭名義。

1991年
- 少年劍道王直角（總導演[2]）

1992年
- （導演）

1997年
- 中華一番！（—1998年，導演）

1998年
- 章魚燒小超人（—1999年，導演）

1999年
- ReReRe天才傻鵬（日语：レレレの天才バカボン）（—2000年，分鏡）
- 快樂小丸日記（—2001年，分鏡、演出）

2001年
- 神鵰俠侶（導演）

2004年
- BLEACH（—2012年，分鏡）

2007年
- 決鬥大師Zero（分鏡）※八尋旭名義。

2010年
- 發現·體驗·我喜歡巧虎！（分鏡）

### 電影動畫
1971年
- 劇場版 土包子大將（日语：いなかっぺ大将）（導演）
- （導演）

1979年
- 劇場版 太空西遊記（導演）

2003年
- 良寬先生（導演）

### OVA
1993年
- 永遠的法蓮娜（日语：永遠のフィレーナ）（分鏡）

1994年
- 我是大哥大!!（—1997年，導演[注 2]）

2006年
- 桃色蠟筆（導演）

## 腳註

## 相關項目
- 日本動畫師列表（日语：アニメ関係者一覧）
- Studio Pierrot